# Перфузія
Перфузія (від лат. perfusio — обливання, вливання) — метод підведення та пропускання крові, кровозамінних розчинів і біологічно активних речовин через судинну систему органів і тканин організму. Крім цього, перфузією називають кровопостачання органів у природних умовах. Також перфузія органів — відмивання донорських органів від крові охолодженим консервувальним розчином.

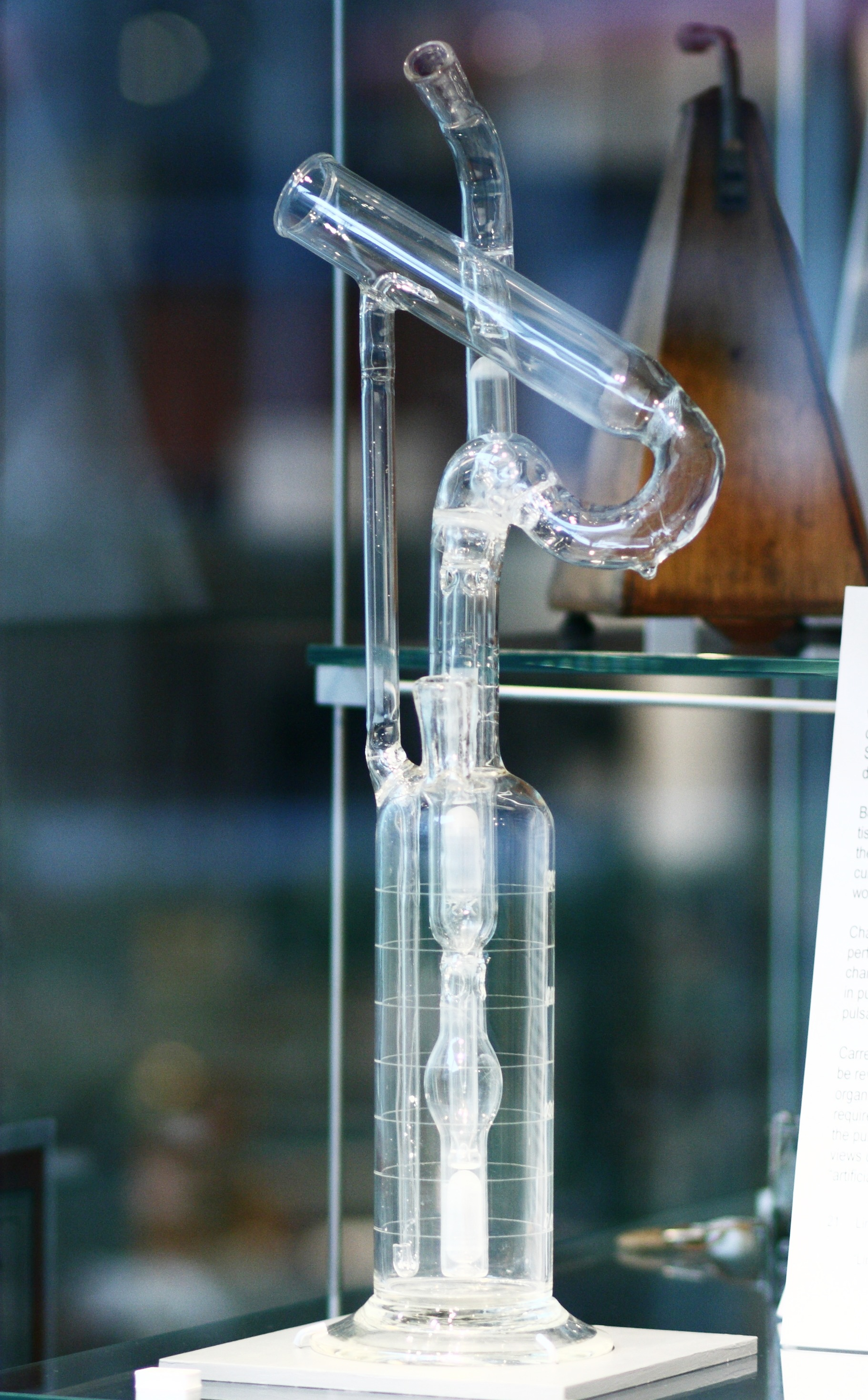
Перфузійний насос Ліндберга, 1935 рік, ранній пристрій для імітації природної перфузії

## Типи перфузії
Розрізняють декілька видів перфузії:
- повна — тимчасова заміна насосної функції серця та газообмінної функції легень за допомогою екстракорпорального кровообігу з доставленням до органів і тканин харчових і лікарських речовин;
- часткова — допоміжний кровообіг, здійснюване для підтримки оксигенації, часткового заміщення функції серця;
- регіонарна — для підведення лікарських речовин до органів і тканин, ізольованих від загального кровотоку, для створення високих концентрацій ліків в осередку ураження;
- перфузійні методи — гемодіаліз, лімфосорбція, гемосорбція(інші мови) — спрямовані на підтримку й корекцію метаболізму та детоксикацію;
- перфузія ізольованих органів і тканин — проганяння через судинну систему ізольованого органу перфузійної рідини з метою консервації у трансплантології;
- перфузія органів в організмі — з метою хіміотерапії під час пухлинних процесів.

## Показання для перфузії
Повна та часткова тимчасова перфузія показана під час операцій на відкритому серці, під час інтенсивної терапії важких форм гострої дихальної недостатності зі включенням у перфузійну систему оксигенатора.
Методи детоксикації полягають у пропусканні крові через діалізатор або через судини донорської печінки для видалення токсинів і продуктів метаболізму.
Регіонарна перфузія показана під час лікування ряду захворювань судин кінцівок, гнійних уражень кінцівки, газової гангрени, пухлинних захворювань, укусах змій. Для її проведення через канюльовані судини кінцівки певний час (від 10 до 120 хв) перфузують лікарські препарати за допомогою спеціальних апаратів.

## Індекс перфузії
Індекс перфузії (PI, індекс імпульсної модуляції) — характеристика кровотоку, яка залежить від інтенсивності кровотоку, від заповнення судин кров'ю, від кількості працюючих капілярів.
Індекс перфузії може набувати значень від 0,3 % до 20 %, він індивідуальний у кожної людини й коливається залежно від місця проведення вимірювання та фізичного стану користувача.
Дуже низьке значення цього параметру (менше 4 %) може спотворювати результати зміни сатурації та свідчить, наприклад, про переохолодження, про наявність хвороб судин, про шокові стани.
Показники від 0,6 до 2 % означають, що просвіт судини (капіляра) заповнюється лише на третину чи на половину.
Значення PI понад 7 % розцінюються як надлишкова перфузія, часто з причини ускладненого відтоку крові, поганої еластичності стінок вен, серцевої недостатності і т. д. Що нижча величина PI, то менший об'ємний периферійний кровотік.
Зниження PI буває під час розвитку периферійної судинної вазоконстрикції (спазм судин), атеросклерозі (просвіт судини звужений), гіпотермії (зниження температури тіла), стану гіповолемічного (кровотечі, пронос або інші захворювання) та кардіогенного шоку (інфаркт міокарда) з централізацією кровообігу, хворобах Бюргера та Рейно, одночасної наявності гіповолемії та стресової (сильне переживання) вазоконстрикції (стиснення судин).
Контроль за цим показником може швидко виявити спазм у периферійному кровообігу (часте явище) та допомогти прийняти препарат, що його знімає.